# Jim Kearney (Footballspieler, 1894)
Jim Kearney, vollständiger Name James Patrick Kearney (* 4. Juli 1894 in Geelong, Victoria; † 29. Februar 1944 in Geelong, Victoria) war ein australischer Australian-Football-Spieler. Im Jahr 1915 sowie von 1917 bis 1921 spielte er für den Geelong Football Club in der Victorian Football League, zu deren Gründungsmitgliedern der Club 1897 gehörte. In den Spielzeiten 1918 sowie 1919 führte er sein Team als Kapitän an. 1916 trat er für den ebenfalls in Victoria ansässigen Richmond Football Club an.